# Julio de la Rosa
Julio de la Rosa (Jerez de la Frontera (Cadis), 18 d'agost de 1972) és un músic, cantant i compositor espanyol de pop rock. Va estudiar Comunicació Audiovisual a la Universitat de Sevilla. En l'actualitat resideix a Madrid.
Es va donar a conèixer com a cantant i guitarrista del grup El Hombre Burbuja, actiu entre 1995 i 2002. Posteriorment ha desenvolupat una carrera en solitari, amb el seu nom, Juliol de la Rosa, o simplement De la Rosa. També ha participat en el projecte Fantasma #3 juntament amb Sergio Vinadé, de Tachenko, i Pau Roca, de La Habitación Roja.
Ha compost bandes sonores per a diverses pel·lículas espanyoles: 7 vírgenes i After, d'Alberto Rodríguez, Una palabra tuya, d'Ángeles González-Sinde, per a la qual va adaptar el cèlebre tema Corazón contento, El hombre de las mil caras i Tenemos que hablar, ambdues del 2016, i Modelo 77.
Com a escriptor ha publicat dues obres de narrativa: Tanto rojo bajo los párpados i Diez años foca en un circo; a més del llibre de poesia Vacaciones juntament amb la poetessa Adriana Schlittler Kausch, de la Editorial Ultramarina

## Discografia

### Amb El Hombre Burbuja
- El Hombre Burbuja
- Nadando a crol[8] (2000)
- La paz está en las matemáticas
- Tú ves ovnis (recopilatori)

### En solitari
- M.O.S.[9] (2004)
- Las leyes del equilibrio (2006)
- El espectador[10] (2008)
- La Herida Universal (2010)
- Pequeños Trastornos sin Importancia (2013)
- Hoy se celebra todo[11] (2017)

### amb Fantasma #3
- Los amores ridículos[12] (2006)

## Guardons
Premis Goya
| Any  | Categoria              | Pel·lícula                 | Resultat  |
| ---- | ---------------------- | -------------------------- | --------- |
| 2016 | Millor música original | El hombre de las mil caras | Nominat   |
| 2014 | Millor música original | La isla mínima             | Guanyador |

Premis Platino
| Año  | Any                    | Categoria      | Pel·lícula | Resultat | Ref. |
| ---- | ---------------------- | -------------- | ---------- | -------- | ---- |
| 2015 | Millor música original | La isla mínima | Nominat    | [ 13 ]   |      |

- Trofeu ALCINE 2012 a la millor música original per "Bendito simulacro".